# تلویزیون آموزشی ان‌اچ‌کی
تلویزیون آموزشی ان‌اچ‌کی (به ژاپنی: NHK教育テレビジョン) دومین سرویس تلویزیونی ان‌اچ‌کی است. این شبکه، خواهرخواندهٔ تلویزیون عمومی ان‌اچ‌کی محسوب می‌شود و زمینهٔ اصلی برنامه‌های آن، آموزشی، فرهنگی یا روشنفکری است و به‌طور دوره‌ای نیز به پخش انیمه می‌پردازد. یک نمونهٔ مشابه آن سرویس پخش عمومی ایالات متحده (یا به میزان کم‌تر بی‌بی‌سی دو یا بی‌بی‌سی چهار بریتانیا است.
ان‌اچ‌کی از یک واترمارک «NHK E» در گوشهٔ بالای سمت راست در پخش دیجیتال تلویزیونی خود استفاده می‌کند.